# The Guest House
Pour plus de détails, voir Fiche technique et Distribution.
The Guest House (littéralement La Maison d'hôtes) est un film américain réalisé par Michael Baumgarten, sorti en 2012.

## Synopsis
Avant de partir pour l'université, la vie d'une jeune fille est bouleversée lorsqu'elle tombe amoureuse d'une diplômée qui séjourne dans la même famille d'accueil qu'elle.

## Fiche technique
- Titre : The Guest House
- Réalisation : Michael Baumgarten
- Scénario : Michael Baumgarten
- Production : Baumgarten Films
- Musique :
- Pays d'origine :  États-Unis
- Langue d'origine : Anglais américain
- Genre : Romance saphique
- Lieux de tournage : Los Angeles, Californie, États-Unis
- Durée : 82 minutes (1 h 22)
- Date de sortie : 
  -  Royaume-Uni 18 juin 2012
  -  États-Unis 4 septembre 2012

## Distribution
- Ruth Reynolds : Rachel
- Madeline Merritt : Amy
- Tom McCafferty : Frank
- Jake Parker : Jason
- Jennifer Barlow : la mère de Rachel
- Brittany Glover : le rendez-vous de Frank
- Maria Del Carmen : la patronne du bar
- Taylor : le patron du bar
- John Devilman : le tatoueur
- Mara Hitner : Mara
- Brennan Stewart : le fan de Mara
- Ashley Ayers : la fan de Mara
- Matt Shore
- Mary Ross
- Matthew Jacob Wayne